# Kaikosru II
Kaikosru II (árabe y persa: غياث الدين كيخسرو بن كيقباد, Ghīyāth al-Dīn Kaykhusraw bin Kayqubād; turco: II. Gıyaseddin Keyhüsrev) fue el sultán selyúcida de Rum entre los años 1237 y 1246. Gobernó en el período de tiempo en el que se produjeron la revuelta de Babai y las invasiones mongolas de Anatolia, liderando contra estas al ejército selyúcida y sus aliados cristianos en la batalla de Köse Dağ en 1243. Fue el último sultán de su dinastía que ejerció un poder significativo, y murió como vasallo de los mongoles al ser derrotado por ellos.

## Biografía

### Sucesión
Kaikosru era hijo de Kaikubad I y su esposa armenia, la hija de Kir Fard. Aunque Kaikosru era el mayor, el sultán escogió como heredero al más joven 'Izz al-Din, uno de los dos hijos que tuvo con una princesa ayubí. En 1226, Kaikubad asignó a Kaikosru la recién anexionada ciudad de Erzincan. Junto al general Kamyar, el joven príncipe participó en la conquista de Erzurum y más tarde en la de Ahlat.
Entre 1236 y 1237, los mongoles, asistidos por los georgianos, devastaron los campos de Anatolia hasta las murallas de Sivas y Malatya. Dado que los jinetes mongoles desparecieron tan pronto como llegaron, Kaikubad se movilizó para castigar a sus aliados de Georgia. En cuanto el ejército selyúcida se aproximó, la reina Rusudan pidió la paz, ofreciendo a su hija Tamara en matrimonio a Kaikosru. El matrimonio tuvo lugar en 1240.
A la muerte de Kaikubad en 1237, Kaikosru se apoderó del trono con el apoyo de los grandes emires del reino. El hombre fuerte de los principios de su reinado fue Sa'd al-Din Köpek, ministro de caza y de obras bajo el anterior sultán. Köpek sobresalió en el asesinato político y trató de proteger su nueva influencia en la corte con una serie de ejecuciones de quien pudiera oponérsele. En 1241 conquistó Diyarbakır a los ayubíes.

### La rebelión de Baba Ishak
Mientras los mongoles amenazaban el Estado selyúcida desde el exterior, aparecía un nuevo peligro en el interior: un carismático predicador, Baba Ishak, fomentó una rebelión entre los turcomanos de Anatolia.
Los nómadas turcomanos habían empezado a desplazarse por la península unos pocos años antes de la batalla de Manzikert. Después de 1071, la migración túrquica a la región pasó a no tener obstáculos. Tanto por su número como por el poder de persuasión de sus líderes religiosos, los nominalmente islamizados chamanes conocidos como babas o dedes, tuvieron un importante papel en la conversión de la Anatolia cristiana. La persianizada clase militar selyúcida invirtió un esfuerzo considerable en mantener a estos nómadas invadiendo zonas habitadas por granjeros y hostigando a los estados cristianos vecinos. Los turcomanos eran empujados hacia tierras marginales, en su mayoría montañosas y en regiones fronterizas.
Baba Ishak era uno de aquellos líderes religiosos, pero a diferencia de sus predecesores, cuya influencia se limitaba a pequeños grupos tribales, la autoridad de Baba Ishak se extendía sobre una vasta población de los turcomanos de Anatolia. No se conoce qué predicaba, pero su apropiación del título rasul, que normalmente se aplicaba a Mahoma, nos sugiere algo parecido al islam ortodoxo.
La revuelta comenzó cerca del año 1240 en la remota frontera de Kafarsud, al este de los montes Tauro, y rápidamente se extendió al norte de la región de Amasya. Las tropas selyúcidas de Malatya y Amasya fueron aniquiladas, y pronto el corazón del Sultanato de Rum, las regiones a los alrededores de Kayseri, Sivas y Tokat, estaban bajo el control de los partidarios de Baba Ishak. Aunque su líder fue asesinado, los turcomanos continuaron su rebelión contra la autoridad central selyúcida. Los rebeldes fueron finalmente acorralados y derrotados cerca de Kırşehir, probablemente entre 1242 y principios de 1243. Simón de San Quintín atribuye la victoria a un gran número de mercenarios francos empleados por el sultán.

### La invasión mongola

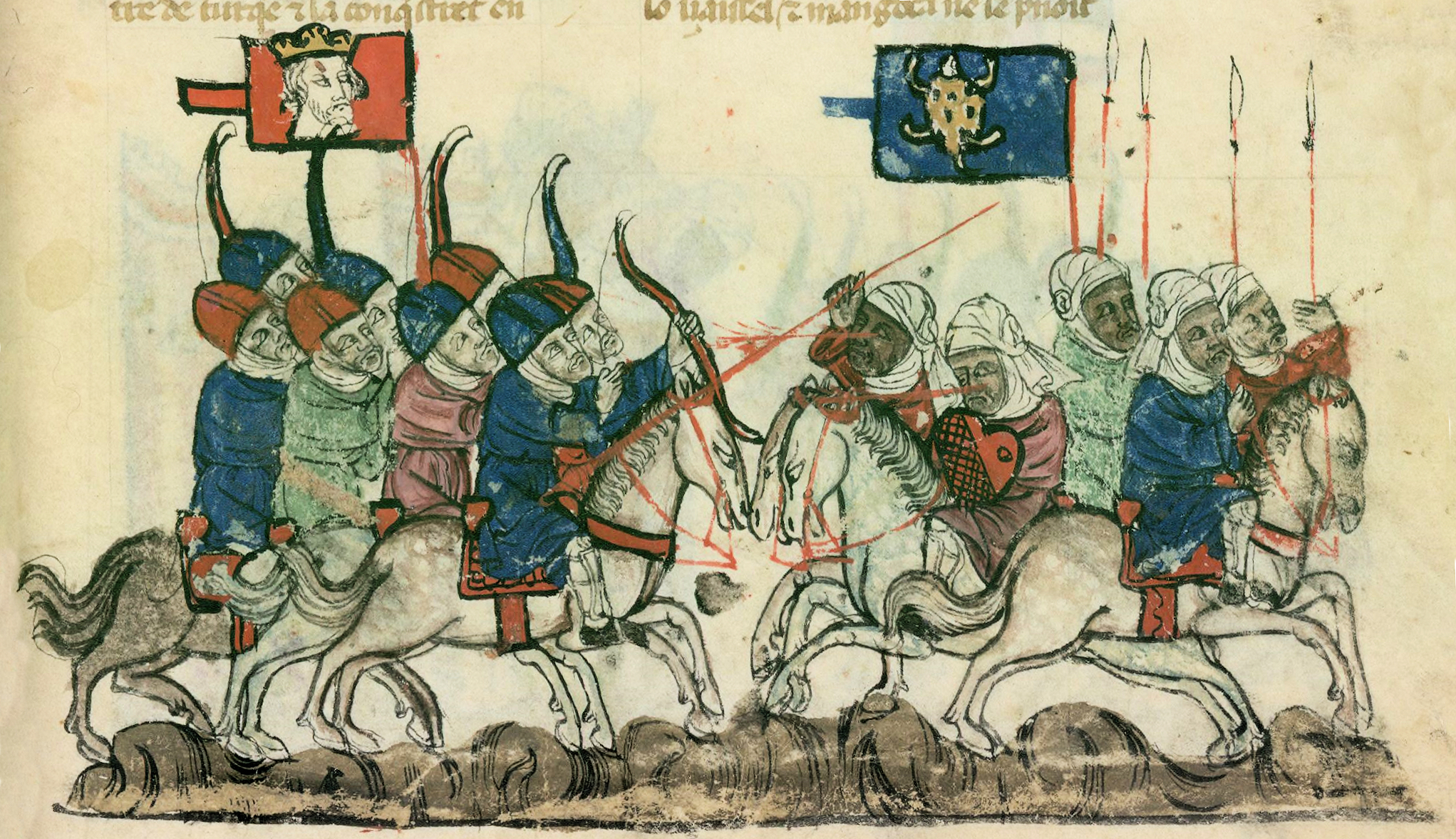
La batalla en La Flor des Estoires d'Orient, de Haitón de Córico.

En el invierno de 1242-1243, los mongoles a las órdenes de Baiju atacaron la ciudad de Erzurum, que cayó sin ser asediada, y se prepararon para invadir Rum en la primavera. Para hacer frente a la amenaza, Kaikosru reunió soldados de entre sus aliados y vasallos. Simón de San Quintín, un enviado del papa Inocencio IV de camino a la corte del Gran Kan, ofrece un relato de los preparativos del sultán. Él afirma que al rey de Armenia le fueron requeridas 1400 lanzas y 400 al emperador griego de Nicea. Ambos monarcas se reunieron con Kaikosru en Kayseri para negociar los detalles. El emperador de Trebisonda contribuyó con 200 soldados, mientras que el joven príncipe ayubí de Alepo aportó 1000 jinetes. A estas fuerzas sumaba el sultán el ejército selyúcida y la caballería irregular turcomana, aunque ambos se habían debilitado a consecuencia de la revuelta de Baba Ishak.
El ejército, a excepción de los armenios que entonces estaban considerando aliarse (o someterse) a los mongoles, se reunió en Sivas. Kaikosru y sus aliados partieron hacia el este por el camino principal a Erzurum, encontrándose con los mongoles el 26 de junio de 1243, en el paso de Köse Dağ, entre Erzincan y Gümüşhane. Una retirada fingida de los jinetes enemigos desorganizó a los selyúcidas, provocando la derrota de Kaikosru. El sultán recogió su tesoro y su harén en Tokat y huyó a Ankara, mientras que los mongoles tomaron Sivas y saquearon Kayseri, pero no pudieron avanzar sobre Konya, capital del Sultanato.
En los meses siguientes a la batalla, Muhadhdhab al-Din, visir de Kaikosru, marchó en busca del victorioso líder mongol. Puesto que el sultán había huido, la idea de la embajada parece haber sido una iniciativa propia del visir. El visir previno otro devastador ataque mongol y salvó el trono de Kaikosru con las condiciones de vasallaje y un tributo anual considerable, con cuya aceptación el sultán, con un disminuido poder, pudo regresar a Konya.

### Legado
Kaikosru murió dejando tres hijos: 'Izz al-Din Kaikaus, de 11 años, hijo de la hija de un sacerdote griego; Rukn al-Din Kilij Arslan, de 9 años e hijo de una mujer turca de Konya, y 'Ala al-Din Kaikubad, hijo de la princesa georgiana Tamara y de 7 años, el menor de los tres.
El sultán había nombrado a su hijo menor Kaikubad como sucesor, pero como era un niño débil, el nuevo visir Shams al-Din al-Isfahani ascendió a los dos hermanos menores de edad de Kaikubad, Kaikubad II y Kilij Arslan IV, como cogobernantes. Este fue un intento de mantener el control selyúcida de Anatolia ante la amenaza mongola.
Aunque debilitado, el Estado selyúcida se mantenía casi intacto a la muerte de Kaikosru en 1246. Los mongoles no pudieron hacerse ni con el tesoro del sultán ni con su capital cuando tuvieron la oportunidad, y sus tierras escaparon de la peor de las depredaciones posibles. El verdadero golpe a las dinastía fue la incapacidad de Kaikosru de nombrar un sucesor competente. Con la elección de los tres jóvenes hermanos, el poder no pasó a los príncipes, sino a los administradores cortesanos.

## Acuñación de monedas
Entre los años 638 y 641 de la Hégira (h. 1240-1243) se acuñaron una serie de notables dírhams de plata con el nombre de Kaikosru en Sivas y Konya representando un león y el Sol. Mientras que las monedas  con imágenes no son desconocidas en tierras musulmanas, sobre todo en los siglos siguientes a las cruzadas, algunas tradiciones islámicas prohíben la representación de seres vivos.
Son varias las explicaciones al león y el sol. Una sugiere que las imágenes representan la constelación Leo, el signo zodiacal de Tamara, la amada esposa del sultán. Otra afirma que el león simboliza a Kaikosru y el sol a Tamara.